# 山寮大坑水库
山寮大坑水库是中国广东省河源市东源县境内的一座水库，位于东江水系，建于1959年。水库正常库容为390万立方米，平均水深为4.62米，集雨面积为19.2平方千米。